# Christian Duguay (Regisseur)
Christian Duguay (* 1957 in Montréal, Québec) ist ein kanadischer Regisseur.
Er studierte an der Concordia University. 1996 erhielt er einen Gemini Award für die Miniserie Der Mutter entrissen (Million Dollar Babies), in der er die Geschichte der Dionne-Fünflinge verfilmte. In den Jahren 1999 und 2003 wurde er jeweils für einen Emmy nominiert, nämlich für Jeanne d’Arc – Die Frau des Jahrtausends und Hitler – Aufstieg des Bösen.
Im Science-Fiction-Film Screamers – Tödliche Schreie (1995) ließ er die Charaktere von Peter Weller und Roy Dupuis Horror auf einem fernen Planeten erleben. Im Spionagethriller The Assignment – Der Auftrag (1997) mit Aidan Quinn und Donald Sutherland erweckte er die Jagd nach dem Terroristen Carlos zum Leben. In der Fernsehminiserie Human Trafficking – Menschenhandel (2005) mit Mira Sorvino, Donald Sutherland und Rémy Girard stellte er den Menschenhandel mit jungen Mädchen und ihre Ausbeutung dar.
Mit Jappeloup – Eine Legende gelang ihm 2013 ein Publikumserfolg in Frankreich. 2015 drehte er die Fortsetzung von Nicolas Vaniers erfolgreichem Kinderfilm Belle & Sebastian von 2013.
Christian Duguay war mit der Schauspielerin Liliana Komorowska verheiratet, mit der er zwei Kinder hat. 

## Auszeichnungen
- 2017: Bernhard Wicki Preis und DGB Filmpreis beim Internationalen Filmfest Emden-Norderney für Un sac de billes (Ein Sack voll Murmeln)

## Filmografie (Auswahl)
- 1991: Scanners II (Scanners II: The New Order)
- 1992: Hydrotoxin – Die Bombe tickt in dir (Live Wire)
- 1993: Scanners III (Scanners III: The Takeover)
- 1993: Weit draußen lauert der Tod (Adrift, TV)
- 1994: Verloren im Schneesturm – Eine Familie kämpft ums Überleben (Snowbound: The Jim and Jennifer Stolpa Story, TV)
- 1994: Racheengel in Leder (Model by Day, TV)
- 1994: Der Mutter entrissen (Million Dollar Babies, TV)
- 1995: Screamers – Tödliche Schreie (Screamers)
- 1997: The Assignment – Der Auftrag (The Assignment)
- 1999: Jeanne d’Arc – Die Frau des Jahrtausends (Joan of Arc, TV)
- 2000: The Art of War
- 2002: Extreme Ops
- 2003: Hitler – Aufstieg des Bösen (Hitler: The Rise of Evil, TV)
- 2005: Human Trafficking – Menschenhandel (Human Trafficking, TV)
- 2007: Boot Camp
- 2008: Coco Chanel (TV)
- 2010: Augustinus (Sant’Agostino, TV)
- 2010: Pius XII.
- 2011: Cinderella – Ein Liebesmärchen in Rom (Cenerentola)
- 2013: Jappeloup – Eine Legende (Jappeloup)
- 2013: Anna Karénina (TV-Miniserie)
- 2015: Sebastian und die Feuerretter (Belle et Sébastien, l’aventure continue)
- 2017: Ein Sack voll Murmeln (Un sac de billes)